# Filippinsk pälsfladdrare
Filippinsk pälsfladdrare eller colugo (Cynocephalus volans) är ett däggdjur i ordningen pälsfladdrare som är endemisk för Filippinerna. Den är en av två arter pälsfladdrare som förekommer i Sydostasien. Den andra arten i ordningen är malajisk pälsfladdrare (Cynocephalus variegatus).

## Utbredning
Filippinsk pälsfladdrare lever i skogar på öarna Mindanao, Leyte, Bohol, Samar, Dinagat, Basilan, Biliran, Maripipi, Siargao och Tongquil. Den var tidigare upptagen i IUCN:s rödlistning som sårbar (från 1996), men senare kategoriserades den som livskraftig (2008). Trots allt kvarstår dock det hotet mot arten att dess livsutrymme minskar genom nedhuggning av de skogar där den lever. På mindre öar når arten upp till 500 meter över havet och på större öar kan den hittas vid 1100 meter över havet.

## Utseende
Individerna når en kroppslängd (huvud och bål) av 33 till 38 cm och en svanslängd av 22 till 27 cm. Vikten är 1,0 till 1,5 kg. Pälsen har på ovansidan en mörk gråbrun färg och det finns inte lika många fläckar som hos malajisk pälsfladdrare. Vid buken är pälsen ljusare. Liksom fladdermöss men i motsats till andra däggdjur med glidförmåga på Filippinerna har arten en svansflyghud. Filippinsk pälsfladdrare saknar framtänder i överkäkens framkant.

## Ekologi
Individerna är aktiva på natten. Under dagen vilar de i trädens håligheter eller de håller sig fast i trädens bark med sina kraftiga klor. Filippinsk pälsfladdrare klättrar långsamt i växtligheten och den är särskilt sårbar på marken. Däremot har den mycket bra förmåga att glida i luften. Ibland svävar den 100 meter eller fler från gren till gren. I vanligt fall förflyttar sig en individ 1000 till 1700 meter per natt. Enligt olika studier är hannar aggressiva mot artfränder. Däremot hittas ibland flera exemplar i samma bo.
Arten äter huvudsakligen blad samt unga växtskott, blommor och kanske frukter.
Honor kan para sig hela året men oftast sker parningen mellan mars och maj. Dräktigheten varar cirka 60 dagar och sedan föds oftast en unge, ibland tvillingar. Ungarna diar sin mor ungefär 6 månader. Under denna tid håller de sig ungen fast i moderns päls. Honans flygmembran läggs i veck så att den bildar en hängmatta åt ungen. Efter cirka tre år är ungarna lika stora som de vuxna individerna. Enligt en annan källa varar dräktigheten i cirka 150 dagar.
Arten faller ibland offer för apörn (Pithecophaga jefferyi).